# Telekarta
Telekarta – karta "zdrapka" z zasłoniętym kodem. Użytkownik, po zdrapaniu zasłony, podaje go za pomocą tzw. krótkiego kodu lub dzwoni pod ustalony przez operatora numer i tam jest proszony o podanie (najczęściej tonowo za pomocą klawiatury telefonu) kodu z karty. Następnie jego konto jest zasilane kwotą, podaną na telekarcie.